# Jeanne Juilla
Jeanne Marie Justine Juilla, née le 21 août 1910 à Villeneuve-sur-Lot (Lot-et-Garonne) et morte le 4 septembre 1996 à Saint-Aubin-lès-Elbeuf en Seine-Maritime, est un mannequin et une actrice française. Elle a été élue Miss France 1931 et Miss Europe la même année.

## Enfance
Orpheline de père à la naissance, Jeanne Juilla est élevée par sa mère, Marie Zoé Lautard, qui est tailleuse de robes.

## Miss France
Elle est élue Miss Gascogne en mai 1930, le titre la qualifiant pour l'élection de Miss France 1931.
Jeanne Juilla est élue Miss France 1931, devenant ainsi la 7e Miss France en 1931. L'élection est organisée par le Comité parisien créé par Maurice de Waleffe en 1920 et est choisie parmi 150 candidates réunies dans la salle des fêtes du quotidien Le Journal à Paris. Le jury est présidé par le peintre Paul Chabas. Lucienne Nahmias est également élue Miss France au mois de mai suivant par un Comité niçois créé pour l'occasion par le journal Le Soir.

## Miss Europe
Deux semaines plus tard, le 5 février 1931, Jeanne Juilla devient la première Française élue Miss Europe. L'élection s'est tenue dans les mêmes locaux parisiens que pour l'élection de Miss France 1931. Elle est élue parmi les représentantes des 16 pays européens participants par un jury toujours présidé par Paul Chabas et composé cette fois d'un artiste provenant des 16 pays représentés.

## Filmographie
sous le nom de Jeanne Juillia
- 1932 : Sa meilleure cliente, de Pierre Colombier
- 1936 : Samson, de Maurice Tourneur (avec Simone Barillier, Miss France 1934)

sous le nom de Janot Jullia
- 1933 : Miss Helyett, de Jean Kemm et Hubert Bourlon ; Toto

sous le nom de Jane Jullian
- 1934 : La Prison de Saint-Clothaire, de Pierre-Jean Ducis : la patronne du café
- 1934 : Une femme chipée, de Pierre Colombier : la fiancée